# Ufficio dell'Unione europea per la proprietà intellettuale
L'Ufficio dell'Unione europea per la proprietà intellettuale (in inglese European Union Intellectual Property Office, sigla EUIPO) è l'agenzia preposta alla gestione dei marchi e del design industriale per il mercato interno dell'Unione europea. Ha sede ad Alicante, in Spagna.
Fino al 23 marzo 2016 era chiamato Ufficio per l'armonizzazione nel mercato interno (UAMI, o in inglese OHIM).

## Denominazione
L'Ufficio, pur mantenento invariata la sigla in inglese EUIPO, è noto nelle lingue degli Stati membri dell'UE come:
- Служба на Европейския съюз за интелектуална собственост (traslitterato Sluzhba na Evropeĭskiya sŭyuz za intelektualna sobstvenost) in bulgaro;
- Úřad Evropské unie pro duševní vlastnictví in ceco;
- Ured Europske unije za intelektualno vlasništvo in croato;
- Den Europæiske Unions Kontor for Intellektuel Ejendomsret in danese;
- Euroopa Liidu Intellektuaalomandi Amet in estone;
- Euroopan Unionin Teollisoikeuksien Virasto in finlandese;
- Office de l'Union européenne pour la propriété intellectuelle in francese;
- Γραφείο Διανοητικήσ Ιδιοκτησίας της Ευρωπαϊκής Eνωσης (traslitterato Grafeío Dianoitikís Idioktisías tis Evropaïkís Énosis) in greco;
- European Union Intellectual Property Office in inglese;
- Ufficio dell'Unione europea per la proprietà intellettuale in italiano;
- Eiropas Savienības Intelektuālā īpašuma birojs in lettone;
- Europos Sąjungos intelektinės nuosavybės tarnyba in lituano;
- Uffiċċju tal-Proprjetà Intellettwali tal-Unjoni Ewropea in maltese;
- Bureau voor intellectuele eigendom van de Europese Unie in olandese;
- Urząd Unii Europejskiej ds. Własności Intelektualnej in polacco;
- Instituto de propriedade intelectual da União Europeia in portoghese;
- Oficiul Uniunii Europene pentru Proprietate Intelectuală in romeno;
- Úrad Európskej únie pre duševné vlastníctvo in slovacco;
- Urad Evropske unije za intelektualno lastnino in sloveno;
- Oficina de Propiedad Intelectual de la Unión Europea in spagnolo;
- Europeiska unionens immaterielrättsmyndighet in svedese;
- Amt der Europäischen Union für Geistiges Eigentum in tedesco;
- Európai Unió Szellemi Tulajdoni Hivatala in ungherese.

## Incarichi dell'Ufficio
Il compito dell'EUIPO è quello di promuovere, nonché gestire, i cosiddetti Community Trade Marks (CTM) e i Registered Community Designs (RCD) all'interno dell'Unione europea. Tale ufficio adempie le procedure di registrazione per i documenti, secondo i canoni dettati dalla legge sulla proprietà intellettuale Comunitaria, mantenendo al contempo pubblici registri di consultazione. Assieme ai tribunali competenti degli Stati membri dell'Unione europea, condivide l'obbligo di pronunciarsi in merito alle richieste di invalidamento dei documenti e titoli ivi depositati.
L'ufficio è, a livello legale, un'impresa pubblica che gode di indipendenza amministrativa e finanziaria. Le sue attività ricadono sotto la legge comunitaria ed i tribunali comunitari, quali il Tribunale di primo grado dell'Unione europea e la Corte di giustizia dell'Unione europea sono responsabili del controllo della legalità degli atti dell'ufficio.

## Attività e sviluppo
In una relazione pubblicata nel marzo 2008 l'UAMI ha annunciato di aver accumulato, grazie al continuo ed inesorabile flusso di richieste di marchi comunitari, un surplus nel budget di quasi 300 milioni di euro, nonostante i costi per la registrazione siano recentemente diminuiti del 25%. Infatti, a fronte di un costo "normale" di registrazione a livello locale di 1600 €, Wubbo de Boer ha pubblicamente dichiarato di averlo ridotto a 1000 €.

## Conferenza dei giudici europei
Ogni due anni l'EUIPO organizza una conferenza sul tema dei marchi e del design industriale. Queste conferenze hanno la funzione di accentuare, nonché incentivare, l'armonizzazione delle pratiche di deposito e registrazione dei marchi nei territori nazionali, in applicazione dei concetti giuridici comunitari del Community Trade Mark e del Registered Community Design.
La prima conferenza fu tenuta in Lussemburgo nel 1999; dal 2001 la sede è stata spostata in via definitiva presso Alicante, in Spagna.